# آرثر إيفان ألين
آرثر إيفان ألين (بالدنماركية: Arthur Ivan Allin)‏ هو موزع وملحن دنماركي، ولد في 3 ديسمبر 1847، وتوفي في 31 يناير 1926.